# Перовская улица
Перо́вская у́лица — улица на востоке Москвы в районах Перово и Новогиреево между шоссе Энтузиастов и Свободным проспектом.

## История
Образована 28 февраля 1964 года из бывших Ленинградской улицы, улицы Кирова и присоединённой к ним новой улицы. В 2014 году улица в связи со строительством эстакады на развязке Северо-Восточной хорды и шоссе Энтузиастов продлена до шоссе Энтузиастов. Сохраняет название бывшего подмосковного города Перово. Название «Перово» известно с XVI в.: в 1573 г. здесь упоминаются «пустоши Тетеревники, Бортное и Пирогово, Перово тож». С 1678 г. Перово значится уже не пустошью, а сельцом. Название его происходит от неканонического имени Перо. Долгое время (1680—1732 гг.) село было владением князей Голицыных, затем — загородной царской усадьбой (до 1753 г.), потом — обычным селом и дачным поселком (с 1862 г.). В 1925 году Перово стало городом, а в ходе дальнейшего роста включило в себя город Кусково, посёлки Чухлинка, Новогиреево, Плющево и село Карачарово. В 1960 году вошло в состав Москвы, образовав её новый крупный район — Перовский, ныне Перово.